# Fi Pegasi
Fi Pegasi (φ Pegasi, förkortat Phi Peg, φ Peg), som är stjärnans Bayer-beteckning, är en ensam stjärna i den östra delen av stjärnbilden Pegasus. Den har en genomsnittlig skenbar magnitud på +5,107 och är synlig för blotta ögat där ljusföroreningar ej förekommer. Baserat på parallaxmätningar i Hipparcos-uppdraget på ca 7,1 mas beräknas den befinna sig på ca 460 ljusårs (142 parsek) avstånd från solen. På det beräknade avståndet minskar stjärnans skenbara magnitud genom en skymningsfaktor med 0,15 enheter på grund av interstellärt stoft.

## Egenskaper
Fi Pegasi är en orange till röd jättestjärna av spektralklass M2.5 IIIb. Den har en radie som är ca 29 gånger större än solens och utsänder ca 610 gånger mera energi än solen från dess fotosfär vid en effektiv temperatur på ca 3 800 K.
Fi Pegasi är en halvregelbunden variabel av SRB-typ. Den har en skenbar magnitud som varierar mellan 5,11 och 5,17. Fotometriska mätningar inom Hipparkos-uppdraget ger en amplitudvariation på 0,0148 i magnitud med en frekvens av 11,4 cykler per dygn.